# Steven Burke
Steven Burke, född den 4 mars 1988 i Burnley, Lancashire, är en brittisk tävlingscyklist som tog OS-brons i bancyklingsförföljelse vid olympiska sommarspelen 2008 i Peking. Han har också vunnit guldmedaljer i lagförföljelse vid olympiska sommarspelen 2012 och 2016.